# Aiglemont
Pour la résidence de l'Aga Khan en Picardie, voir Domaine d'Aiglemont.
Aiglemont est une commune française située dans le département des Ardennes, en région Grand Est.

## Géographie
Aiglemont est une commune du département des Ardennes, au nord-est de la ville de Charleville-Mézières. Elle est desservie par les routes départementales 58 et 58 bis, par la ligne TER de Charleville-Mézières à Givet et par la ligne 3 du réseau TAC (réseau de bus de l'agglomération de Charleville-Mézières). La Meuse passe à l'ouest du territoire de la commune, et est bordée par la voie verte Trans-Ardennes sur la rive gauche (il n'y a pas d'accès direct à la commune).

### Hydrographie
La commune est dans le bassin versant de la Meuse au sein du bassin Rhin-Meuse. Elle est drainée par la Meuse et le ruisseau des Trois Fontaines,.
La Meuse, d'une longueur de 486 km, est un fleuve européen qui prend sa source en France, dans la commune du Châtelet-sur-Meuse, à 409 mètres d'altitude, et se jette dans la mer du Nord après un cours long d'approximativement 950 kilomètres traversant la France, la Belgique et les Pays-Bas. Elle s'écoule du sud vers le nord et longe la commune sur son flanc est sur une longueur d'environ 1,2 km.

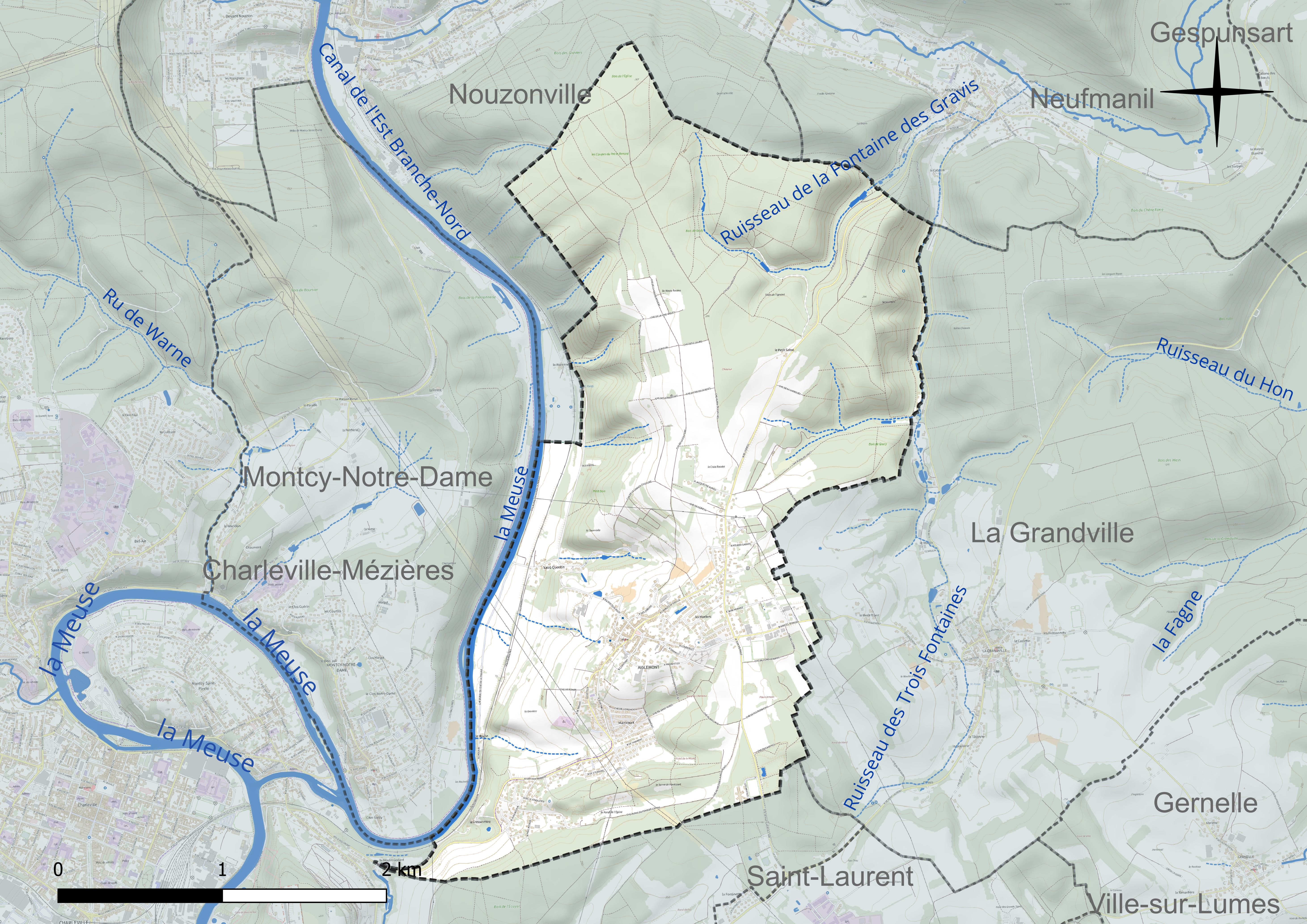
Réseaux hydrographique d'Aiglemont.

### Climat
Pour des articles plus généraux, voir Climat du Grand Est et Climat des Ardennes.
En 2010, le climat de la commune est de type climat de montagne, selon une étude du Centre national de la recherche scientifique s'appuyant sur une série de données couvrant la période 1971-2000. En 2020, Météo-France publie une typologie des climats de la France métropolitaine dans laquelle la commune est exposée à un climat océanique altéré et est dans la région climatique Lorraine, plateau de Langres, Morvan, caractérisée par un hiver rude (1,5 °C), des vents modérés et des brouillards fréquents en automne et hiver.
Pour la période 1971-2000, la température annuelle moyenne est de 9,5 °C, avec une amplitude thermique annuelle de 15,4 °C. Le cumul annuel moyen de précipitations est de 1 069 mm, avec 14,3 jours de précipitations en janvier et 10,1 jours en juillet. Pour la période 1991-2020, la température moyenne annuelle observée sur la station météorologique de Météo-France la plus proche, « Charleville-Méz. », sur la commune de Charleville-Mézières à 4 km à vol d'oiseau, est de 9,9 °C et le cumul annuel moyen de précipitations est de 928,4 mm. 
La température maximale relevée sur cette station est de 39,2 °C, atteinte le 25 juillet 2019 ; la température minimale est de −17,5 °C, atteinte le 1er janvier 1997,,.
Les paramètres climatiques de la commune ont été estimés pour le milieu du siècle (2041-2070) selon différents scénarios d'émission de gaz à effet de serre à partir des nouvelles projections climatiques de référence DRIAS-2020. Ils sont consultables sur un site dédié publié par Météo-France en novembre 2022.

## Urbanisme

### Typologie
Au 1er janvier 2024, Aiglemont est catégorisée ceinture urbaine, selon la nouvelle grille communale de densité à 7 niveaux définie par l'Insee en 2022.
Elle est située hors unité urbaine. Par ailleurs la commune fait partie de l'aire d'attraction de Charleville-Mézières, dont elle est une commune de la couronne,. Cette aire, qui regroupe 132 communes, est catégorisée dans les aires de 50 000 à moins de 200 000 habitants,.

### Occupation des sols
L'occupation des sols de la commune, telle qu'elle ressort de la base de données européenne d’occupation biophysique des sols Corine Land Cover (CLC), est marquée par l'importance des forêts et milieux semi-naturels (51,7 % en 2018), une proportion identique à celle de 1990 (51,7 %). La répartition détaillée en 2018 est la suivante : 
forêts (51,7 %), zones agricoles hétérogènes (15,8 %), terres arables (11 %), prairies (9,9 %), zones urbanisées (9,4 %), eaux continentales (2,2 %). L'évolution de l’occupation des sols de la commune et de ses infrastructures peut être observée sur les différentes représentations cartographiques du territoire : la carte de Cassini (XVIIIe siècle), la carte d'état-major (1820-1866) et les cartes ou photos aériennes de l'IGN pour la période actuelle (1950 à aujourd'hui).

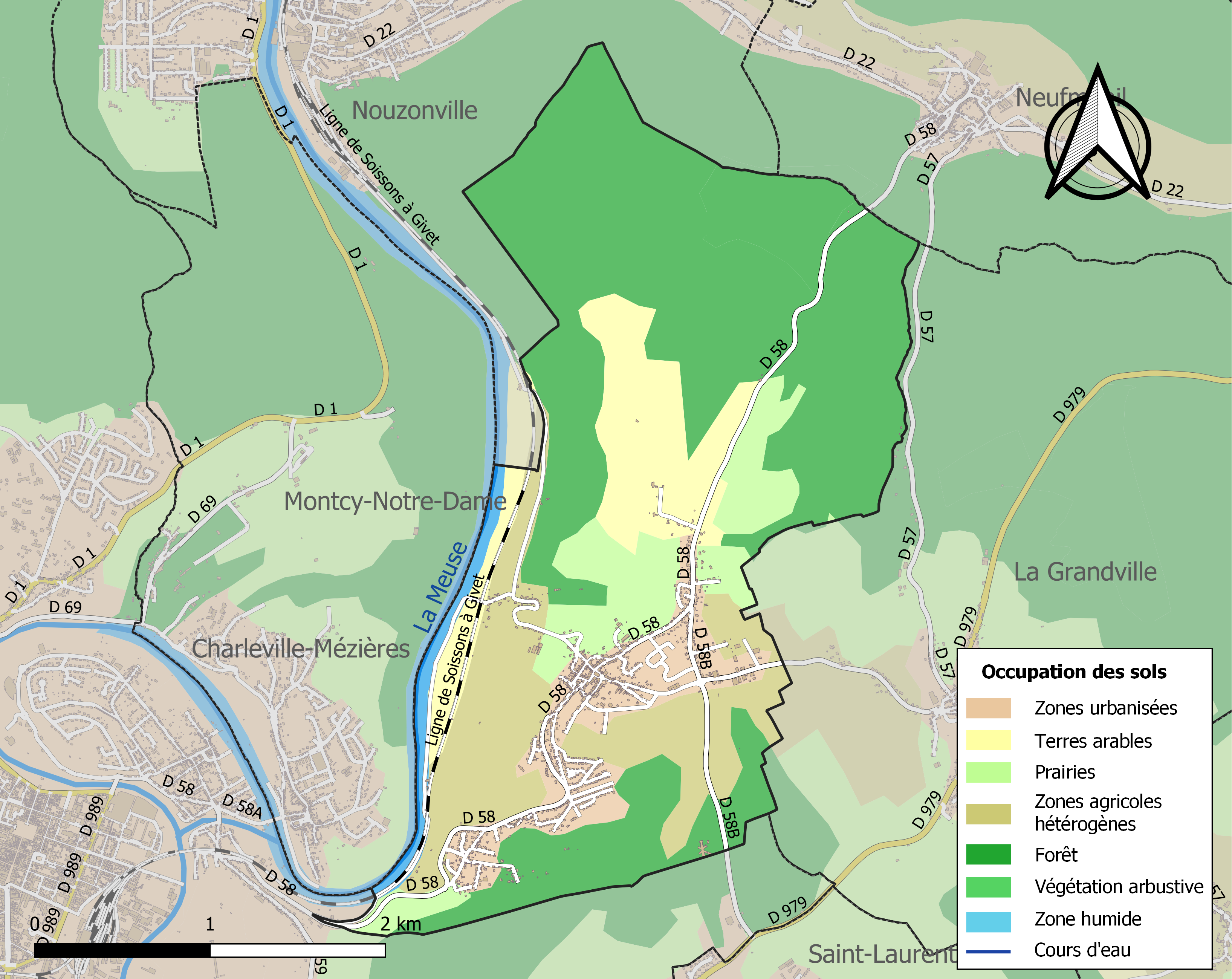
Carte des infrastructures et de l'occupation des sols de la commune en 2018 (CLC).

## Toponymie
La trace la plus lointaine connue est un écrit d'avril 1256 (La charte d'Ida). Encore qu'il soit question d'''Eslemont''. Les attestations suivantes sont du type Ayllemonte en 1271, Elemont, Alemont, Elmont, Ellemont, Ailmont, Ailemont avec ou sans t final, avec ou sans majuscule, et ce jusqu'au XVIIIe siècle. C'est ce qu'on trouve dans les actes paroissiaux, mais on emploie pour les écrits officiels Eslemont, une forme ancienne datant du XIIIe siècle. Parallèlement, on trouve la latinisation Aguilo Monte en 1291. Sur l'acte de fondation du village en 1582, on lit les formes Ayglemont voisinant avec Ailemont.
Il s’agit d'une formation toponymique médiévale. Elle s'explique soit par les noms de personnes germaniques Agilmund ou Aglemundus pris absolument et dont le second élément -mund(us) s'est confondu avec -mont « colline ». Il peut aussi s'agir d'une formation en -mont, précédé du nom de personne germanique Agilo, Aiglemont se trouvant effectivement sur une hauteur. La forme actuelle est sans doute liée à l'attraction du nom de l'oiseau (également aille en ancien français).

## Histoire
Un oratoire est construit par des moines de Braux au XIe siècle à cet endroit, constituant un gué sur la Meuse. Il existe alors trois autres hameaux distincts : Manicourt, Champeau et Gely.
A réécrire à partir de cette source : https://www.aiglemont.fr/un-peu-dhistoire/

### La colonie libertaire d'Aiglemont

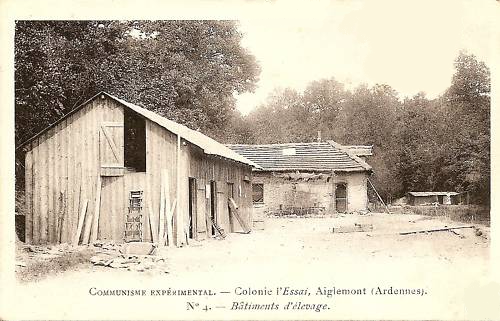
Communisme expérimental : colonie L'Essai à Aiglemont.

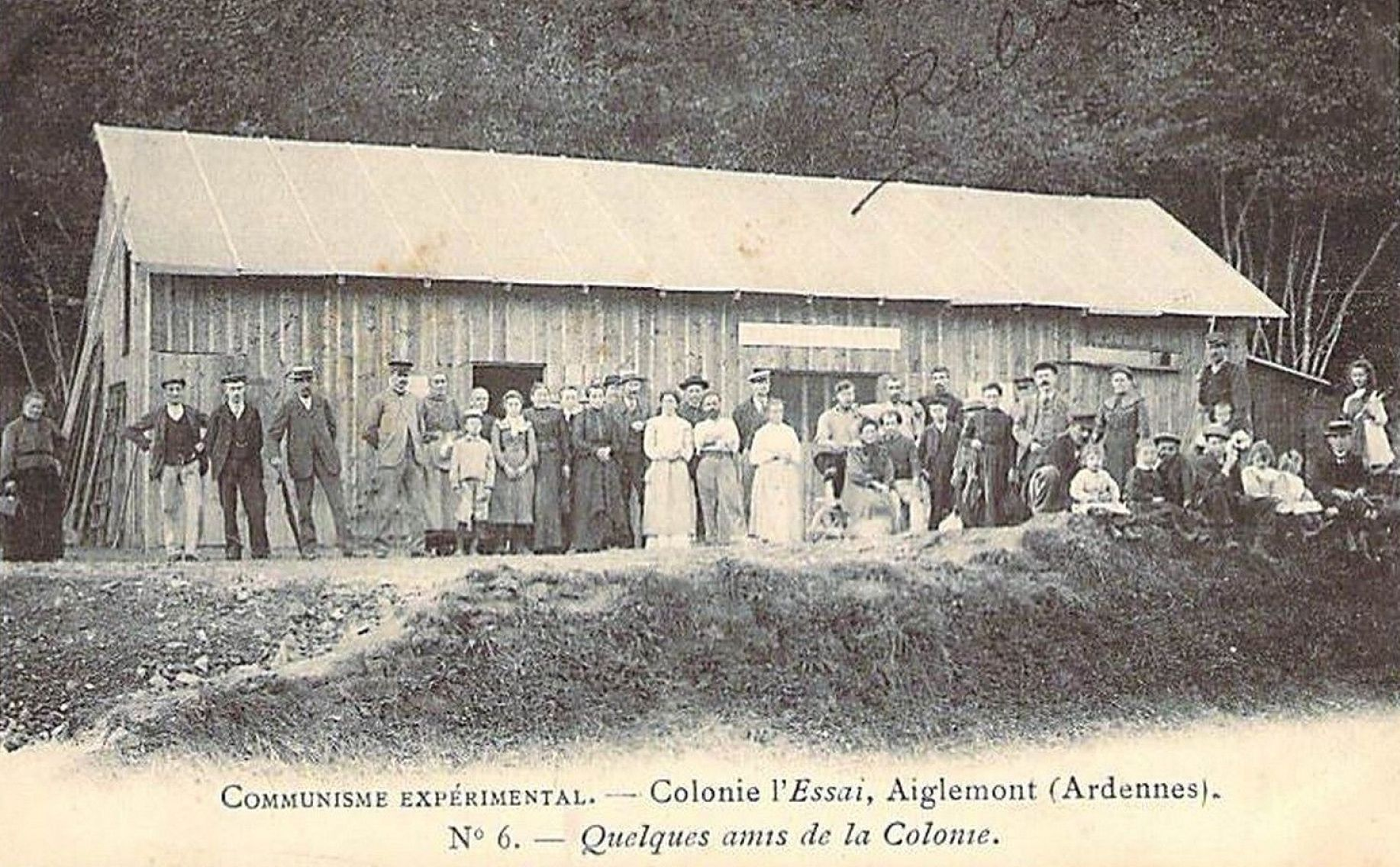
L'Essai.

En 1903, une colonie anarchiste est fondée par un Parisien, Jean-Charles Fortuné Henry, à Aiglemont, rejoint bientôt par d'autres sympathisants. Le groupe de maisons devient un lieu de curiosité, d'agitation politique et de diffusion d'idées, avec notamment un journal, le Cubilot.
Des artistes et des hommes politiques de la Troisième République, comme le caricaturiste Alexandre Steinlen, l'auteur dramatique Maurice Donnay, le journaliste et romancier Lucien Descaves, et le romancier, personnalité de gauche et futur prix Nobel Anatole France sont venus à la rencontre de cette communauté, qui se dissout cependant à la suite de mésententes. C'est l'écrivain ouvrier Théophile Malicet qui rapporte cette expérience dans son article sur la colonie libertaire d'Aiglemont,,.

## Politique et administration
En 2015, la commune d'Aiglemont a été récompensée par le label « Ville Internet @@@@ ». Elle a obtenu les 1re, 2e et 3e Fleurs en 2004, 2006 et 2008.

### Liste des maires

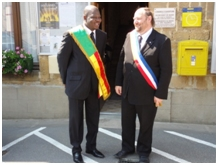
Philippe Decobert lors de la signature du jumelage avec Luc Atropko.

| Période                                  | Période | Identité        | Étiquette | Qualité |
| ---------------------------------------- | ------- | --------------- | --------- | ------- |
| Les données manquantes sont à compléter. |         |                 |           |         |
| 1582                                     |         | Millet Gervaise |           |         |
| 1585                                     |         | Jean Gouthy     |           |         |
| 1768                                     |         | Quentin Neveux  |           |         |

### Jumelages
Bohicon (Bénin) depuis le 22 juin 2010

Le 22 juin 2010, Aiglemont a signé une charte de jumelage avec la commune de Bohicon du Bénin portant sur des actions de solidarité, de santé, d'éducation et d'accès à l'eau,.

## Démographie
L'évolution du nombre d'habitants est connue à travers les recensements de la population effectués dans la commune depuis 1793. Pour les communes de moins de 10 000 habitants, une enquête de recensement portant sur toute la population est réalisée tous les cinq ans, les populations de référence des années intermédiaires étant quant à elles estimées par interpolation ou extrapolation. Pour la commune, le premier recensement exhaustif entrant dans le cadre du nouveau dispositif a été réalisé en 2007.

En 2022, la commune comptait 1 675 habitants, en évolution de +1,33 % par rapport à 2016 (Ardennes : −2,97 %, France hors Mayotte : +2,11 %).
| 1793 | 1800 | 1806 | 1821 | 1831 | 1836 | 1841 | 1846 | 1851 |
| ---- | ---- | ---- | ---- | ---- | ---- | ---- | ---- | ---- |
| 500  | 515  | 580  | 681  | 742  | 776  | 736  | 777  | 746  |

| 1866 | 1872 | 1876 | 1881 | 1886 | 1891 | 1896 | 1901 | 1906 |
| ---- | ---- | ---- | ---- | ---- | ---- | ---- | ---- | ---- |
| 695  | 690  | 692  | 686  | 677  | 609  | 594  | 614  | 609  |

| 1911 | 1921 | 1926 | 1931 | 1936 | 1946 | 1954 | 1962 | 1968  |
| ---- | ---- | ---- | ---- | ---- | ---- | ---- | ---- | ----- |
| 644  | 620  | 672  | 676  | 672  | 662  | 740  | 962  | 1 304 |

| 1975  | 1982  | 1990  | 1999  | 2006  | 2007  | 2012  | 2017  | 2022  |
| ----- | ----- | ----- | ----- | ----- | ----- | ----- | ----- | ----- |
| 1 645 | 1 614 | 1 804 | 1 733 | 1 594 | 1 575 | 1 660 | 1 634 | 1 675 |

## Culture locale et patrimoine

### Lieux et monuments

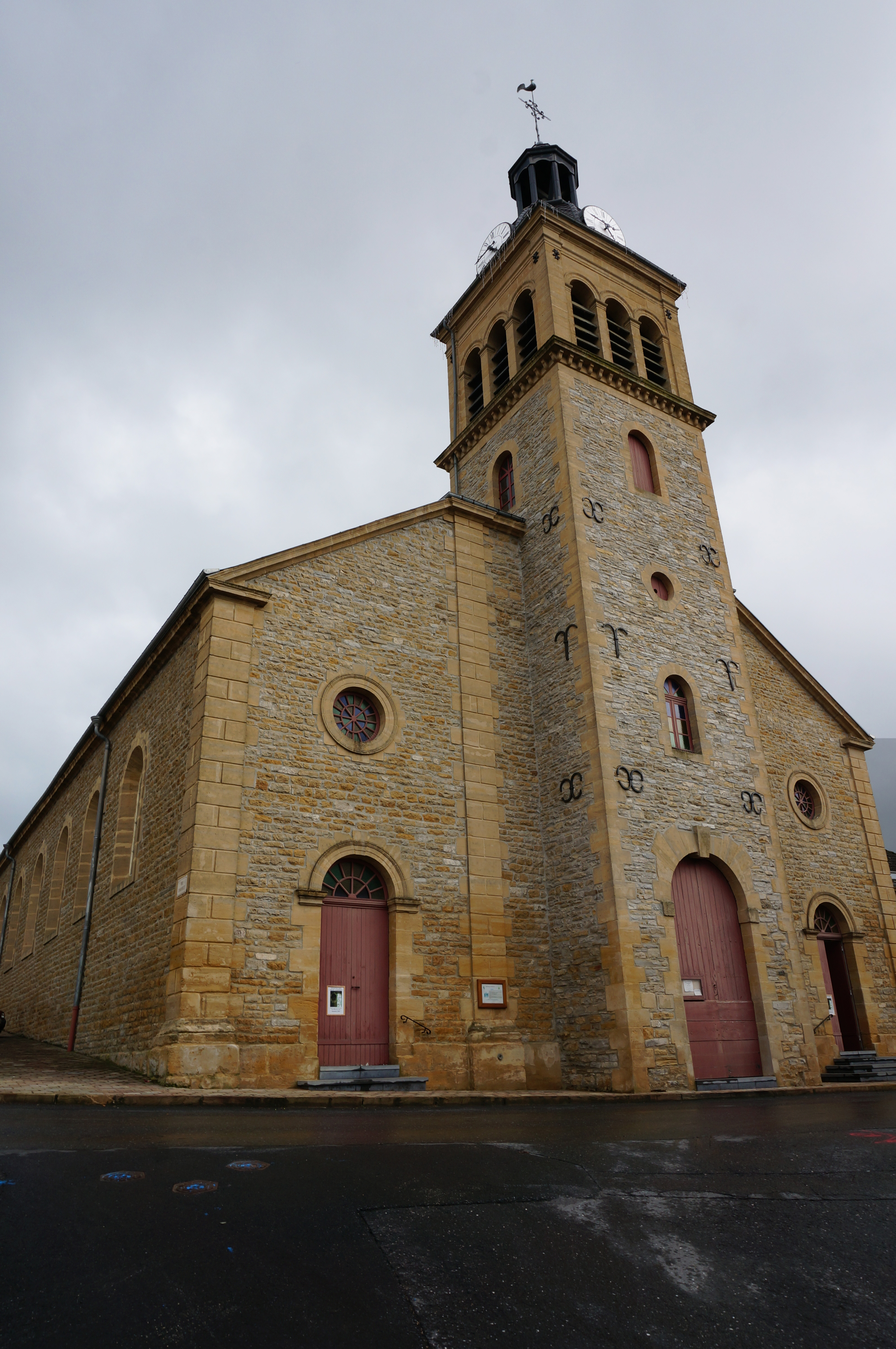
Église Saint-Quentin.

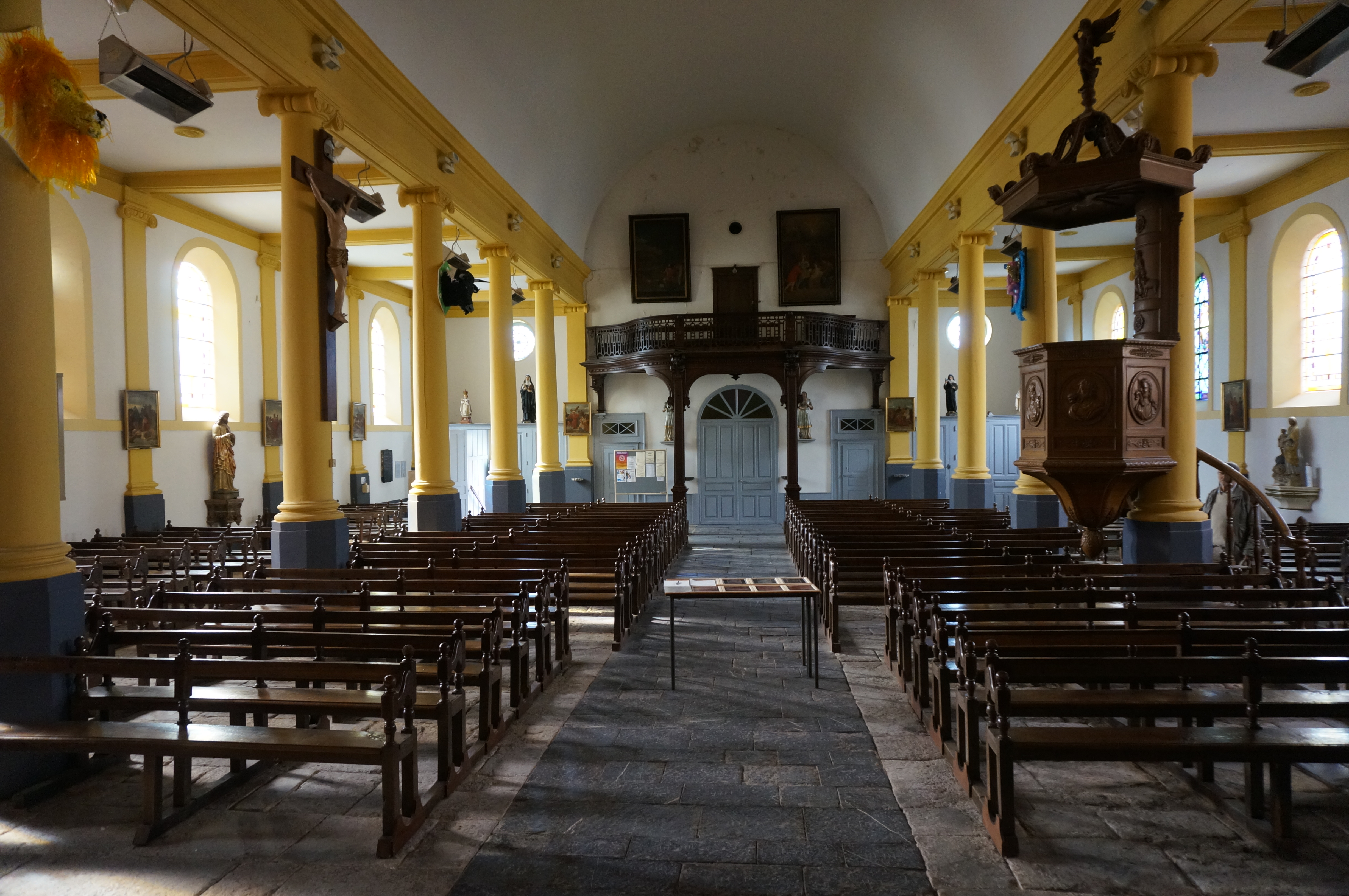
Nef de l'église Saint-Quentin.

- Église Saint-Quentin, fin XVIIIe siècle. L'église a une intéressante série de vitraux des XIXe-XXe siècles qui ont pour sujet la Première Guerre mondiale.
- La chapelle Saint-Quentin, à Saint-Quentin récemment rénovée.
- La chapelle du cimetière, rue Condorcet.
- Le calvaire.
- Les lavoirs.

### Personnalités liées à la commune
- Jean-Charles Fortuné Henry dit Fortuné, né le 21 août 1869 à Limeil-Brévannes (Seine-et-Oise). Fondateur, à Aiglemont, de la colonie libertaire L'Essai de 1903 à 1909. Jean Charles Fortuné Henry  était le fils aîné de Fortuné Henry condamné à la peine de mort par contumace pour sa participation à la Commune, et le frère de Emile Henry guillotiné en 1894.
- Jean-François Titeux est né le 11 décembre 1838 à Aiglemont. Son père, cloutier de son métier, était également prénommé Jean François. Excellent élève dès l'école communale, il a très tôt la vocation d'être soldat.
En 1857, il entre à l'École impériale spéciale « Saint-Cyr ». Il en sort en octobre 1859, premier sur 260.
Il termine également premier de l'école d'application d'État-Major. Jean-François Titeux devient professeur à l'École supérieure de guerre et se fait remarquer par la qualité de ses travaux topographiques. Promis à une brillante carrière, il obtient le grade de lieutenant-colonel le 29 mars 1889 et l'on s'attend à le voir gravir tous les échelons de la hiérarchie.
Sa destinée prendra pourtant un autre chemin. Déplacé au Génie, il n'est plus dans son élément et démissionne.
Cet homme remarquable passera à la postérité grâce à ses dispositions pour la peinture et l'écriture, et sera reconnu alors sous le nom d’Eugène Titeux.
Durant l'exposition de 1900, ses tableaux représentant les nouvelles tenues de l'armée française sont exposés au musée de la Guerre.
En tant qu'écrivain, il publie d'abord une étude en 3 volumes sur des faits de l'époque napoléonienne. Puis, il écrit l'histoire de l'école de Saint-Cyr, document important, le seul existant à l'époque de son édition.
On lui doit aussi quelques pages sur le cimetière et la chapelle de Saint-Quentin prouvant ainsi qu'il n'avait pas oublié son village natal.
Il décède le 1er janvier 1904[33].

### Héraldique
| Armes d’Aiglemont | Les armes d’Aiglemont se blasonnent ainsi : De sinople à deux petits alérions d’argent rangés en pointe, mantelé de gueules à une crosse et une clef à double panneton contournées d’or passées en sautoir, surmontées d’un alérion d’argent. |

### Articles
- Jacques-Eugène Armengaud, « Machine à fabriquer les clous et les béquets », Publication industrielle des machines, outils et appareils les plus perfectionnés et les plus récents, vol. 6,‎ 1848, p. 366-368 (lire en ligne).
- Paul Laurent, « Aiglemont », Revue historique ardennaise, vol. 11,‎ 1904, p. 223.
- René Robinet, « Note sur la clouterie à Aiglemont et à La Grandville », Études ardennaises, no 25,‎ 1961, p. 11-16.